# Cotinga nattererii
A Cotinga nattererii  a madarak (Aves) osztályának a verébalakúak (Passeriformes) rendjéhez, ezen belül a kotingafélék (Cotingidae) családjához tartozó faj.

## Rendszerezése
A fajt Auguste Boissonneau francia ornitológus írta le 1840-ben, az Ampelis nembe Ampelis nattererii néven.

## Előfordulása
Panama, valamint Dél-Amerika északnyugati részén, Kolumbia, Ecuador és Venezuela területén honos. A természetes élőhelye a szubtrópusi vagy trópusi síkvidéki és hegyi esőerdők. Állandó, nem vonuló faj.

## Megjelenése
Testhossza 18-20 centiméter.
|  |  |

## Életmódja
Gyümölcsökkel táplálkozik.

## Külső hivatkozás
- Képek az interneten a fajról
- Internet Bird Collection - videók a fajról
- Neotropical Birds - az elterjedési területe